# Ludvík Viktor Savojský
Ludvík Viktor Savojský (25. září 1721, Paříž – 16. prosince 1778, Turín) byl v letech 1741 až 1778 knížetem z Carignana.

## Život
Ludvík Viktor s narodil v Hôtelu de Soissons, který nechala postavit jeho prababička, jako syn knížete Viktora Amadea I. z Cariganan a jeho manželky Marie Viktorie Savojské. Jeho otec byl vnukem Tomáše Františka Savojského a byl tak potomkem vévody Karla Emanuela I. Savojského a Kateřiny Michaely Španělské. Tohoto páru byl potomkem dvojnásobným, protože jeho matka byla legitimizovanou dcerou sardinského krále Viktora Amadea II. a jeho milenky Jeanne Baptiste d'Albert de Luynes.
Z pěti dětí byl druhým synem; jeho starší bratr Josef Viktor však zemřel jako malý v roce 1716. Ludvík Viktor byl tak od narození dědicem vedlejší větve savojsko-carignanského rodu. Jeho starší sestra Anna Tereza se provdala za Karla de Rohan a stala se kněžnou ze Soubise. Její dcerou byla Madame de Guéméné, oficiální guvernantka dětí francouzského krále Ludvíka XVI. a jeho manželky Marie Antoinetty.
Ludvík Viktor vyrůstal v Paříži, kde byl jeho otec dvořan a odvážný hazardní hráč. Otec Viktor Amadeus byl v Piemontu silně zadlužený a žalovaný svými sestrami, jejichž věna sázel, uprchl proto do Francie, kde žil tak luxusním životem, že jeho syn byl v této zemi nucen prodat významný rodinný majetek. Potom se přestěhoval do Piemontu.
4. května 1740 se osmnáctiletý Ludvík Viktor oženil s o čtyři roky starší princeznou Kristýnou Hesensko-Rotenburskou, sestrou zesnulé manželky sardinského krále, královny Polyxeny (1706–1736). Pár měl devět dětí.
Nejznámější z jejich potomků byla Marie Tereza, princezna de Lamballe, jejíž blízké přátelství s královnou Marií Antoinettou vedlo k její brutální vraždě během francouzské revoluce.
V roce 1741 zemřel otec Ludvíka Viktora a on se stal knížetem z Carignana. Léno Carignano patřilo Savojcům od roku 1418, ale skutečnost, že bylo součástí Piemontu, který ležel pouhých dvacet kilometrů jižně od Turína, znamenalo, že vládci byli "knížata" pouze jménem, protože nebyli vybaveni ani nezávislostí, ani příjmy.
Ludvík Viktor ovdověl 1. září 1778 a sám zemřel o tři měsíce později, 16. prosince 1778 ve věku 57 let v Palazzo Carignano, turínské residenci savojsko-carignanské rodiny.

## Potomci
Za třicet osm let manželství se páru narodilo devět potomků, šest dcer a tři synové:
- Šarlota Savojská (17. srpna 1742 – 20. února 1794), jeptiška
- Viktor Amadeus II. z Carignana (31. října 1743 – 10. září 1780), ⚭ 1768 Josefína Lotrinská (26. srpna 1753 – 8. února 1797)
- Leopoldina Savojská (21. prosince 1744 – 17. dubna 1807), ⚭ 1767 Andrea IV. Doria Pamphilj Landi (1747–1820)
- Polyxena Savojská (31. října 1746 – 20. prosince 1762)
- Marie Gabriela Savojsko-Carignanská (17. května 1748 – 10. dubna 1828), ⚭ 1769 Ferdinand Filip z Lobkovic (27. dubna 1724 – 14. ledna 1784), VI. kníže z Lobkovic
- Marie Tereza Luisa Savojská (8. září 1749 – 3. září 1792), ⚭ 1767 Ludvík Alexandr Bourbonský, princ de Lamballe (6. září 1747 – 6. května 1768)
- Tomáš Savojský (6. března 1751 – 23. července 1753)
- Evžen Savojský (21. října 1753 – 30. června 1785), ⚭ 1779 Alžběta Anna Magon de Boisgarin (1765–1834)
- Kateřina Savojská (1762–1823)

## Vývod z předků
|                        |                                    |  |                   |                                    |  |  |  |  |  |  |  | Karel Emanuel I. Savojský |
|                        |                                    |  |                   |                                    |  |  |  |  |  |  |  |                           |
|                        | Tomáš František Savojský           |  |                   |                                    |  |  |  |  |  |  |  |                           |
|                        |                                    |  |                   |                                    |  |  |  |  |  |  |  |                           |
|                        |                                    |  |                   | Kateřina Michaela Španělská        |  |  |  |  |  |  |  |                           |
|                        |                                    |  |                   |                                    |  |  |  |  |  |  |  |                           |
|                        | Emanuel Filibert Savojský          |  |                   |                                    |  |  |  |  |  |  |  |                           |
|                        |                                    |  |                   |                                    |  |  |  |  |  |  |  |                           |
|                        |                                    |  |                   | Karel, hrabě ze Soissons           |  |  |  |  |  |  |  |                           |
|                        |                                    |  |                   |                                    |  |  |  |  |  |  |  |                           |
|                        | Marie Bourbonská                   |  |                   |                                    |  |  |  |  |  |  |  |                           |
|                        |                                    |  |                   |                                    |  |  |  |  |  |  |  |                           |
|                        |                                    |  |                   | Anne de Montafié                   |  |  |  |  |  |  |  |                           |
|                        |                                    |  |                   |                                    |  |  |  |  |  |  |  |                           |
|                        | Viktor Amadeus I. z Carignana      |  |                   |                                    |  |  |  |  |  |  |  |                           |
|                        |                                    |  |                   |                                    |  |  |  |  |  |  |  |                           |
|                        |                                    |  |                   | Cesare d'Este                      |  |  |  |  |  |  |  |                           |
|                        |                                    |  |                   |                                    |  |  |  |  |  |  |  |                           |
|                        | Borso d'Este                       |  |                   |                                    |  |  |  |  |  |  |  |                           |
|                        |                                    |  |                   |                                    |  |  |  |  |  |  |  |                           |
|                        |                                    |  |                   | Virginie Medicejská                |  |  |  |  |  |  |  |                           |
|                        |                                    |  |                   |                                    |  |  |  |  |  |  |  |                           |
|                        | Marie Angelika Kateřina d'Este     |  |                   |                                    |  |  |  |  |  |  |  |                           |
|                        |                                    |  |                   |                                    |  |  |  |  |  |  |  |                           |
|                        |                                    |  |                   | Ludvík d'Este                      |  |  |  |  |  |  |  |                           |
|                        |                                    |  |                   |                                    |  |  |  |  |  |  |  |                           |
|                        | Ippolita d'Este                    |  |                   |                                    |  |  |  |  |  |  |  |                           |
|                        |                                    |  |                   |                                    |  |  |  |  |  |  |  |                           |
|                        |                                    |  |                   |                                    |  |  |  |  |  |  |  |                           |
|                        |                                    |  |                   |                                    |  |  |  |  |  |  |  |                           |
| Ludvík Viktor Savojský |                                    |  |                   |                                    |  |  |  |  |  |  |  |                           |
|                        |                                    |  |                   |                                    |  |  |  |  |  |  |  |                           |
|                        |                                    |  | Viktor Amadeus I. |                                    |  |  |  |  |  |  |  |                           |
|                        |                                    |  |                   |                                    |  |  |  |  |  |  |  |                           |
|                        | Karel Emanuel II. Savojský         |  |                   |                                    |  |  |  |  |  |  |  |                           |
|                        |                                    |  |                   |                                    |  |  |  |  |  |  |  |                           |
|                        |                                    |  |                   | Kristina Bourbonská                |  |  |  |  |  |  |  |                           |
|                        |                                    |  |                   |                                    |  |  |  |  |  |  |  |                           |
|                        | Viktor Amadeus II.                 |  |                   |                                    |  |  |  |  |  |  |  |                           |
|                        |                                    |  |                   |                                    |  |  |  |  |  |  |  |                           |
|                        |                                    |  |                   | Karel Amadeus Savojský             |  |  |  |  |  |  |  |                           |
|                        |                                    |  |                   |                                    |  |  |  |  |  |  |  |                           |
|                        | Marie Johanna Savojská             |  |                   |                                    |  |  |  |  |  |  |  |                           |
|                        |                                    |  |                   |                                    |  |  |  |  |  |  |  |                           |
|                        |                                    |  |                   | Alžběta Bourbonská                 |  |  |  |  |  |  |  |                           |
|                        |                                    |  |                   |                                    |  |  |  |  |  |  |  |                           |
|                        | Marie Viktorie Savojská            |  |                   |                                    |  |  |  |  |  |  |  |                           |
|                        |                                    |  |                   |                                    |  |  |  |  |  |  |  |                           |
|                        |                                    |  |                   | Charles d'Albert, vévoda de Luynes |  |  |  |  |  |  |  |                           |
|                        |                                    |  |                   |                                    |  |  |  |  |  |  |  |                           |
|                        | Louis Charles d'Albert de Luynes   |  |                   |                                    |  |  |  |  |  |  |  |                           |
|                        |                                    |  |                   |                                    |  |  |  |  |  |  |  |                           |
|                        |                                    |  |                   | Marie de Rohan                     |  |  |  |  |  |  |  |                           |
|                        |                                    |  |                   |                                    |  |  |  |  |  |  |  |                           |
|                        | Jeanne Baptiste d'Albert de Luynes |  |                   |                                    |  |  |  |  |  |  |  |                           |
|                        |                                    |  |                   |                                    |  |  |  |  |  |  |  |                           |
|                        |                                    |  |                   | Herkules z Montbazonu              |  |  |  |  |  |  |  |                           |
|                        |                                    |  |                   |                                    |  |  |  |  |  |  |  |                           |
|                        | Anne de Rohan                      |  |                   |                                    |  |  |  |  |  |  |  |                           |
|                        |                                    |  |                   |                                    |  |  |  |  |  |  |  |                           |
|                        |                                    |  |                   | Marie de Bretagne d'Avaugour       |  |  |  |  |  |  |  |                           |
|                        |                                    |  |                   |                                    |  |  |  |  |  |  |  |                           |